# Real Madrid „C“
Real Madrid Club de Fútbol „C“ je druhý rezervní tým španělského fotbalového klubu Real Madrid. Rezerva hraje a trénuje ve městě Valdebebas (nedaleko Madridu) v Madridském společenství. Druhá rezerva madridského Realu byla založena v roce 1952 pod názvem Real Madrid Aficionados, zanikla v roce 2015. Obnovena byla v roce 2023, nahradila RSC Internacional.
Své domácí zápasy hraje na stadionu Ciudad Real Madrid.

## Historické názvy
- 1952 – Real Madrid CF Aficionados (Real Madrid Club de Fútbol Aficionados)
- 1990 – Real Madrid CF „C“ (Real Madrid Club de Fútbol „C“)

## Umístění v jednotlivých sezonách
Stručný přehled
Zdroj:
- 1973–1977: Primera Regional Preferente Castellana
- 1977–1981: Regional Preferente Castellana
- 1981–1993: Tercera División – sk. 7
- 1993–1997: Segunda División B – sk. 1
- 1997–2012: Tercera División – sk. 7
- 2012–2013: Segunda División B – sk. 1
- 2013–2014: Segunda División B – sk. 2
- 2014–2015: Tercera División – sk. 7

Jednotlivé ročníky
Zdroj:
Legenda: Z – zápasy, V – výhry, R – remízy, P – porážky, VG – vstřelené góly, OG – obdržené góly, +/− – rozdíl skóre, B – body, zlaté podbarvení – 1. místo, stříbrné podbarvení – 2. místo, bronzové podbarvení – 3. místo, červené podbarvení – sestup, zelené podbarvení – postup, fialové podbarvení - reorganizace, změna skupiny či soutěže
| Španělsko (1973 – 2015) |                                        |        |    |    |    |    |    |    |     |     |        |
| Sezóny                  | Liga                                   | Úroveň | Z  | V  | R  | P  | VG | OG | B   | +/- | Pozice |
| 1973/74                 | Primera Regional Preferente Castellana | 4      | 30 | 18 | 4  | 8  | 67 | 35 | +32 | 40  | 6.     |
| 1974/75                 | Primera Regional Preferente Castellana | 4      | 34 | 16 | 4  | 14 | 65 | 43 | +22 | 36  | 8.     |
| 1975/76                 | Primera Regional Preferente Castellana | 4      | 32 | 10 | 8  | 14 | 35 | 45 | –10 | 28  | 13.    |
| 1976/77                 | Primera Regional Preferente Castellana | 4      | 34 | 14 | 8  | 12 | 54 | 44 | +10 | 36  | 9.     |
| 1977/78                 | Regional Preferente Castellana         | 5      | 34 | 19 | 7  | 8  | 78 | 39 | +39 | 45  | 3.     |
| 1978/79                 | Regional Preferente Castellana         | 5      | 34 | 16 | 7  | 11 | 66 | 43 | +23 | 39  | 4.     |
| 1979/80                 | Regional Preferente Castellana         | 5      | 34 | 14 | 10 | 10 | 62 | 35 | +27 | 38  | 8.     |
| 1980/81                 | Regional Preferente Castellana         | 5      | 34 | 24 | 4  | 6  | 77 | 18 | +59 | 52  | 2.     |
| 1981/82                 | Tercera División – sk. 7               | 4      | 38 | 15 | 11 | 12 | 59 | 37 | +22 | 41  | 7.     |
| 1982/83                 | Tercera División – sk. 7               | 4      | 38 | 16 | 9  | 13 | 64 | 51 | +13 | 41  | 7.     |
| 1983/84                 | Tercera División – sk. 7               | 4      | 38 | 18 | 17 | 3  | 58 | 26 | +32 | 53  | 2.     |
| 1984/85                 | Tercera División – sk. 7               | 4      | 38 | 23 | 5  | 10 | 66 | 40 | +26 | 51  | 1.     |
| 1985/86                 | Tercera División – sk. 7               | 4      | 38 | 16 | 12 | 10 | 74 | 53 | +21 | 44  | 4.     |
| 1986/87                 | Tercera División – sk. 7               | 4      | 38 | 15 | 11 | 12 | 59 | 46 | +13 | 41  | 8.     |
| 1987/88                 | Tercera División – sk. 7               | 4      | 38 | 13 | 14 | 11 | 50 | 46 | +4  | 40  | 10.    |
| 1988/89                 | Tercera División – sk. 7               | 4      | 38 | 21 | 8  | 9  | 63 | 27 | +36 | 50  | 4.     |
| 1989/90                 | Tercera División – sk. 7               | 4      | 38 | 17 | 10 | 11 | 70 | 42 | +28 | 44  | 5.     |
| 1990/91                 | Tercera División – sk. 7               | 4      | 38 | 25 | 9  | 4  | 78 | 29 | +49 | 59  | 1.     |
| 1991/92                 | Tercera División – sk. 7               | 4      | 38 | 23 | 10 | 5  | 74 | 29 | +45 | 56  | 1.     |
| 1992/93                 | Tercera División – sk. 7               | 4      | 38 | 25 | 8  | 5  | 86 | 27 | +59 | 58  | 1.     |
| 1993/94                 | Segunda División B – sk. 1             | 3      | 38 | 15 | 10 | 13 | 63 | 55 | +8  | 40  | 7.     |
| 1994/95                 | Segunda División B – sk. 1             | 3      | 38 | 12 | 10 | 16 | 60 | 57 | +3  | 34  | 13.    |
| 1995/96                 | Segunda División B – sk. 1             | 3      | 38 | 16 | 7  | 15 | 63 | 60 | +3  | 55  | 9.     |
| 1996/97                 | Segunda División B – sk. 1             | 3      | 38 | 14 | 6  | 18 | 48 | 60 | –12 | 48  | 13.    |
| 1997/98                 | Tercera División – sk. 7               | 4      | 40 | 21 | 11 | 8  | 85 | 48 | +37 | 74  | 3.     |
| 1998/99                 | Tercera División – sk. 7               | 4      | 40 | 25 | 8  | 7  | 88 | 45 | +43 | 83  | 1.     |
| 1999/00                 | Tercera División – sk. 7               | 4      | 38 | 23 | 9  | 6  | 81 | 31 | +50 | 78  | 2.     |
| 2000/01                 | Tercera División – sk. 7               | 4      | 38 | 21 | 7  | 10 | 81 | 55 | +26 | 70  | 4.     |
| 2001/02                 | Tercera División – sk. 7               | 4      | 40 | 16 | 8  | 16 | 67 | 66 | +1  | 56  | 11.    |
| 2002/03                 | Tercera División – sk. 7               | 4      | 38 | 18 | 8  | 12 | 65 | 47 | +18 | 62  | 6.     |
| 2003/04                 | Tercera División – sk. 7               | 4      | 38 | 12 | 11 | 15 | 48 | 44 | +4  | 47  | 14.    |
| 2004/05                 | Tercera División – sk. 7               | 4      | 38 | 13 | 15 | 10 | 52 | 44 | +8  | 54  | 11.    |
| 2005/06                 | Tercera División – sk. 7               | 4      | 38 | 25 | 5  | 8  | 80 | 31 | +49 | 80  | 1.     |
| 2006/07                 | Tercera División – sk. 7               | 4      | 40 | 16 | 14 | 10 | 55 | 40 | +15 | 62  | 6.     |
| 2007/08                 | Tercera División – sk. 7               | 4      | 40 | 18 | 6  | 16 | 58 | 52 | +6  | 60  | 9.     |
| 2008/09                 | Tercera División – sk. 7               | 4      | 40 | 16 | 10 | 14 | 60 | 46 | +14 | 58  | 8.     |
| 2009/10                 | Tercera División – sk. 7               | 4      | 38 | 18 | 10 | 10 | 59 | 43 | +16 | 64  | 6.     |
| 2010/11                 | Tercera División – sk. 7               | 4      | 38 | 17 | 10 | 11 | 54 | 37 | +17 | 61  | 5.     |
| 2011/12                 | Tercera División – sk. 7               | 4      | 38 | 19 | 10 | 9  | 65 | 33 | +32 | 67  | 2.     |
| 2012/13                 | Segunda División B – sk. 1             | 3      | 38 | 15 | 12 | 11 | 59 | 42 | +17 | 57  | 5.     |
| 2013/14                 | Segunda División B – sk. 2             | 3      | 38 | 16 | 8  | 14 | 66 | 54 | +12 | 56  | 9.     |
| 2014/15                 | Tercera División – sk. 7               | 4      | 38 | 16 | 7  | 15 | 50 | 40 | +10 | 55  | 9.     |